# Принцип «забруднювач платить»
Принцип «забрудник платить» (ПЗП), принцип платності за забруднення (ППЗ) — у відповідності з цим принципом витрати, пов'язані із заходами щодо запобігання, контролю та скорочення забруднення, відшкодовує забруднювальник. ППЗ не враховує можливості того, що користування ресурсом може принести позитивну вигоду для суспільства, не виражену в ціннісному вираженні, і навіть збільшити різноманітність видів користування ресурсом у майбутньому. У цьому випадку на перше місце виходить не проблема забруднення навколишнього середовища, а вжиття заходів, які б поліпшили стан ландшафту і цінності біорізноманіття, а також сприяли зростанню екологічних послуг. Виникає питання «Хто повинен взяти на себе тягар витрат на підтримання екологічних функцій та послуг, які не фігурують на традиційному ринку?»
Міркування економічної ефективності диктують необхідність того, щоб господарі екологічних систем несли витрати на підтримку екологічних функцій та послуг, а також їх спадкової/успадкованої, відкладеної цінності та цінності їхнього існування. Таким чином, виникає потреба в застосуванні принципу виплати компенсації власникам ресурсів, згідно з яким ті, в чиєму володінні знаходяться високоякісні ділянки навколишнього середовища повинні компенсувати ресурсокористувачам поточні витрати на підтримку екофункцій, екопослуг і показників, які не приносять ринкової вигоди і не потрібні всьому населенню. ППЗ був введений Організацією економічного співробітництва та розвитку (ОЕСР) у 1972 р. і вперше схвалений у міжнародному масштабі Рекомендацією С(82)128 в 1982 р. В економічному плані ППЗ означає, що ціна товару або послуги повинна включати, крім прямих витрат виробництва (собівартості), вартість залучених екологічних ресурсів. Таким чином, «використання» водних басейнів, атмосферного повітря та ґрунту для викидів в них забруднюючих речовин або зберігання відходів являє собою використання ресурсів, точно так, коли мова йде про «традиційні» фактори виробництва. Відповідно до ППЗ зовнішні витрати діяльності підприємства повинні бути враховані в ціні продукції (інтерналізовані) і платежі повинні надходити безпосередньо від самих виробників без допомоги держави. ППЗ використовується для розподілу витрат на запобігання та очищення забруднень для стимулювання раціонального використання дефіцитних екологічних ресурсів і для того, щоб уникнути спотворень в торгівлі і капіталовкладень. ППЗ не застосовується у міжнародних програмах у рамках спільного виконання положень Конвенції зі зміни клімату.